# Grand Prix Bahrajnu 2023
Grand Prix Bahrajnu 2023, oficjalnie Formula 1 Gulf Air Bahrain Grand Prix 2023 – pierwsza runda Mistrzostw Świata Formuły 1 w sezonie 2023. Grand Prix odbyło się w dniach 3–5 marca 2023 na torze Bahrain International Circuit na pustyni As-Sachir. Wyścig wygrał po starcie z pole position Max Verstappen (Red Bull Racing), a na podium kolejno stanęli Sergio Pérez (Red Bull Racing) oraz Fernando Alonso (Aston Martin).

## Lista startowa
| Nr          | Kierowca         | Zespół                                         | Samochód                          | Silnik              | Opony |
| ----------- | ---------------- | ---------------------------------------------- | --------------------------------- | ------------------- | ----- |
| 1           | Max Verstappen   | Oracle Red Bull Racing                         | Red Bull RB19                     | Honda RBPTH001      | P     |
| 2           | Logan Sargeant   | Williams Racing                                | Williams FW45                     | Mercedes-AMG F1 M14 | P     |
| 4           | Lando Norris     | McLaren F1 Team                                | McLaren MCL60                     | Mercedes-AMG F1 M14 | P     |
| 10          | Pierre Gasly     | BWT Alpine F1 Team                             | Alpine A523                       | Renault E-Tech RE23 | P     |
| 11          | Sergio Pérez     | Oracle Red Bull Racing                         | Red Bull RB19                     | Honda RBPTH001      | P     |
| 14          | Fernando Alonso  | Aston Martin Aramco Cognizant Formula One Team | Aston Martin AMR23                | Mercedes-AMG F1 M14 | P     |
| 16          | Charles Leclerc  | Scuderia Ferrari                               | Ferrari SF-23                     | Ferrari 066/10      | P     |
| 18          | Lance Stroll     | Aston Martin Aramco Cognizant Formula One Team | Aston Martin AMR23                | Mercedes-AMG F1 M14 | P     |
| 20          | Kevin Magnussen  | MoneyGram Haas F1 Team                         | Haas VF-23                        | Ferrari 066/10      | P     |
| 21          | Nyck de Vries    | Scuderia AlphaTauri                            | AlphaTauri AT04                   | Honda RBPTH001      | P     |
| 22          | Yūki Tsunoda     | Scuderia AlphaTauri                            | AlphaTauri AT04                   | Honda RBPTH001      | P     |
| 23          | Alexander Albon  | Williams Racing                                | Williams FW45                     | Mercedes-AMG F1 M14 | P     |
| 24          | Zhou Guanyu      | Alfa Romeo F1 Team Stake                       | Alfa Romeo C43                    | Ferrari 066/10      | P     |
| 27          | Nico Hülkenberg  | MoneyGram Haas F1 Team                         | Haas VF-23                        | Ferrari 066/10      | P     |
| 31          | Esteban Ocon     | BWT Alpine F1 Team                             | Alpine A523                       | Renault E-Tech RE23 | P     |
| 44          | Lewis Hamilton   | Mercedes-AMG Petronas Formula One Team         | Mercedes-AMG F1 W14 E Performance | Mercedes-AMG F1 M14 | P     |
| 55          | Carlos Sainz Jr. | Scuderia Ferrari                               | Ferrari SF-23                     | Ferrari 066/10      | P     |
| 63          | George Russell   | Mercedes-AMG Petronas Formula One Team         | Mercedes-AMG F1 W14 E Performance | Mercedes-AMG F1 M14 | P     |
| 77          | Valtteri Bottas  | Alfa Romeo F1 Team Stake                       | Alfa Romeo C43                    | Ferrari 066/10      | P     |
| 81          | Oscar Piastri    | McLaren F1 Team                                | McLaren MCL60                     | Mercedes-AMG F1 M14 | P     |
| Źródło: FIA |                  |                                                |                                   |                     |       |

## Wyniki

### Zwycięzcy sesji treningowych
| Sesja       | Nr | Kierowca        | Konstruktor                  | Czas     | Okr. |
| ----------- | -- | --------------- | ---------------------------- | -------- | ---- |
| 1           | 11 | Sergio Pérez    | Red Bull Racing-Honda RBPT   | 1:32,758 | 21   |
| 2           | 14 | Fernando Alonso | Aston Martin Aramco-Mercedes | 1:30,907 | 25   |
| 3           | 14 | Fernando Alonso | Aston Martin Aramco-Mercedes | 1:32,340 | 13   |
| Źródło: FIA |    |                 |                              |          |      |

### Kwalifikacje
| P                    | Nr | Kierowca         | Konstruktor                  | Czasy w kwalifikacjach | Czasy w kwalifikacjach | Czasy w kwalifikacjach | Poz. s. |
| P                    | Nr | Kierowca         | Konstruktor                  | Q1                     | Q2                     | Q3                     | Poz. s. |
| -------------------- | -- | ---------------- | ---------------------------- | ---------------------- | ---------------------- | ---------------------- | ------- |
| 1                    | 1  | Max Verstappen   | Red Bull Racing-Honda RBPT   | 1:31,295               | 1:30,503               | 1:29,708               | 1       |
| 2                    | 11 | Sergio Pérez     | Red Bull Racing-Honda RBPT   | 1:31,479               | 1:30,746               | 1:29,846               | 2       |
| 3                    | 16 | Charles Leclerc  | Ferrari                      | 1:31,094               | 1:30,282               | 1:30,000               | 3       |
| 4                    | 55 | Carlos Sainz Jr. | Ferrari                      | 1:30,993               | 1:30,515               | 1:30,154               | 4       |
| 5                    | 14 | Fernando Alonso  | Aston Martin Aramco-Mercedes | 1:31,158               | 1:30,645               | 1:30,336               | 5       |
| 6                    | 63 | George Russell   | Mercedes                     | 1:31,057               | 1:30,507               | 1:30,340               | 6       |
| 7                    | 44 | Lewis Hamilton   | Mercedes                     | 1:31,543               | 1:30,513               | 1:30,384               | 7       |
| 8                    | 18 | Lance Stroll     | Aston Martin Aramco-Mercedes | 1:31,184               | 1:31,127               | 1:30,836               | 8       |
| 9                    | 31 | Esteban Ocon     | Alpine-Renault               | 1:31,508               | 1:30,914               | 1:30,984               | 9       |
| 10                   | 27 | Nico Hülkenberg  | Haas-Ferrari                 | 1:31,204               | 1:30,809               | –                      | 10      |
| 11                   | 4  | Lando Norris     | McLaren-Mercedes             | 1:31,652               | 1:31,381               |                        | 11      |
| 12                   | 77 | Valtteri Bottas  | Alfa Romeo-Ferrari           | 1:31,504               | 1:31,443               |                        | 12      |
| 13                   | 24 | Zhou Guanyu      | Alfa Romeo-Ferrari           | 1:31,615               | 1:31,473               |                        | 13      |
| 14                   | 22 | Yūki Tsunoda     | AlphaTauri-Honda RBPT        | 1:31,400               | 1:32,510               |                        | 14      |
| 15                   | 23 | Alexander Albon  | Williams-Mercedes            | 1:31,461               | –                      |                        | 15      |
| 16                   | 2  | Logan Sargeant   | Williams-Mercedes            | 1:31,652               |                        |                        | 16      |
| 17                   | 20 | Kevin Magnussen  | Haas-Ferrari                 | 1:31,892               |                        |                        | 17      |
| 18                   | 81 | Oscar Piastri    | McLaren-Mercedes             | 1:32,101               |                        |                        | 18      |
| 19                   | 21 | Nyck de Vries    | AlphaTauri-Honda RBPT        | 1:32,121               |                        |                        | 19      |
| 20                   | 10 | Pierre Gasly     | Alpine-Renault               | 1:32,181               |                        |                        | 20      |
| 107% czasu: 1:37,363 |    |                  |                              |                        |                        |                        |         |
| Źródło: FIA          |    |                  |                              |                        |                        |                        |         |

### Wyścig
| P                    | Nr | Kierowca         | Konstruktor                  | Okr. | Czas             | Start | +/−       | Pit | Opony | Punkty |
| -------------------- | -- | ---------------- | ---------------------------- | ---- | ---------------- | ----- | --------- | --- | --- | ------ |
| 1                    | 1  | Max Verstappen   | Red Bull Racing-Honda RBPT   | 57   | 1:33:56,736      | 1     | Bez zmian | 2   | Miękka (używana) · Miękka (używana) · Twarda (nowa)                                                                       | 25     |
| 2                    | 11 | Sergio Pérez     | Red Bull Racing-Honda RBPT   | 57   | +11,987          | 2     | Bez zmian | 2   | Miękka (używana) · Miękka (używana) · Twarda (nowa)                                                                       | 18     |
| 3                    | 14 | Fernando Alonso  | Aston Martin Aramco-Mercedes | 57   | +38,637          | 5     | 2         | 2   | Miękka (używana) · Twarda (nowa) · Twarda (nowa)                                                                          | 15     |
| 4                    | 55 | Carlos Sainz Jr. | Ferrari                      | 57   | +48,052          | 4     | Bez zmian | 2   | Miękka (używana) · Twarda (nowa) · Twarda (nowa)                                                                          | 12     |
| 5                    | 44 | Lewis Hamilton   | Mercedes                     | 57   | +50,977          | 7     | 2         | 2   | Miękka (używana) · Twarda (nowa) · Twarda (nowa)                                                                          | 10     |
| 6                    | 18 | Lance Stroll     | Aston Martin Aramco-Mercedes | 57   | +54,502          | 8     | 2         | 2   | Miękka (używana) · Twarda (nowa) · Twarda (nowa)                                                                          | 8      |
| 7                    | 63 | George Russell   | Mercedes                     | 57   | +55,873          | 6     | 1         | 2   | Miękka (używana) · Twarda (nowa) · Twarda (nowa)                                                                          | 6      |
| 8                    | 77 | Valtteri Bottas  | Alfa Romeo-Ferrari           | 57   | +1:12,647        | 12    | 4         | 2   | Miękka (nowa) · Twarda (nowa) · Twarda (nowa)                                                                             | 4      |
| 9                    | 10 | Pierre Gasly     | Alpine-Renault               | 57   | +1:13,753        | 20    | 11        | 3   | Miękka (nowa) · Twarda (nowa) · Twarda (nowa) · Miękka (nowa)                                                             | 2      |
| 10                   | 23 | Alexander Albon  | Williams-Mercedes            | 57   | +1:29,774        | 15    | 5         | 3   | Miękka (nowa) · Twarda (nowa) · Twarda (nowa) · Miękka (używana)                                                          | 1      |
| 11                   | 22 | Yūki Tsunoda     | AlphaTauri-Honda RBPT        | 57   | +1:30,870        | 14    | 3         | 3   | Miękka (nowa) · Twarda (nowa) · Twarda (nowa) · Miękka (używana)                                                          |        |
| 12                   | 2  | Logan Sargeant   | Williams-Mercedes            | 56   | +1 okrążenie     | 16    | 4         | 3   | Miękka (nowa) · Miękka (nowa) · Twarda (nowa) · Miękka (nowa)                                                             |        |
| 13                   | 20 | Kevin Magnussen  | Haas-Ferrari                 | 56   | +1 okrążenie     | 17    | 4         | 3   | Twarda (nowa) · Twarda (nowa) · Miękka (nowa) · Miękka (nowa)                                                             |        |
| 14                   | 21 | Nyck de Vries    | AlphaTauri-Honda RBPT        | 56   | +1 okrążenie     | 19    | 5         | 2   | Miękka (nowa) · Twarda (nowa) · Twarda (nowa)                                                                             |        |
| 15                   | 27 | Nico Hülkenberg  | Haas-Ferrari                 | 56   | +1 okrążenie     | 10    | 5         | 3   | Miękka (używana) · Twarda (nowa) · Twarda (nowa) · Miękka (używana)                                                       |        |
| 16                   | 24 | Zhou Guanyu      | Alfa Romeo-Ferrari           | 56   | +1 okrążenie     | 13    | 3         | 3   | Miękka (nowa) · Twarda (nowa) · Miękka (używana) · Miękka (używana)                                                       | [ b ]  |
| 17                   | 4  | Lando Norris     | McLaren-Mercedes             | 55   | +2 okrążenia     | 11    | 6         | 6   | Miękka (nowa) · Twarda (nowa) · Miękka (używana) · Pośrednia (nowa) · Twarda (nowa) · Miękka (używana) · Miękka (używana) |        |
| NS                   | 31 | Esteban Ocon     | Alpine-Renault               | 41   | NU (uszkodzenia) | 9     |           | 3   | [ c ] |        |
| NS                   | 16 | Charles Leclerc  | Ferrari                      | 39   | NU (silnik)      | 3     |           | 2   | Miękka (nowa) · Twarda (nowa) · Twarda (nowa)                                                                             |        |
| NS                   | 81 | Oscar Piastri    | McLaren-Mercedes             | 13   | NU (elektryka)   | 18    |           | 0   | Miękka (nowa) |        |
| Źródło: FIA, Pirelli |    |                  |                              |      |                  |       |           |     | |        |

Uwagi
1. ↑  Nico Hülkenberg otrzymał dwie kary: 5 i 10 sekund doliczonych do uzyskanego czasu, obie za przekroczenie limitów toru. Kary nie wpłynęły na jego pozycję końcową[8][9].
2. ↑  Dodatkowy 1 punkt jest przyznawany kierowcy, który ustanowił najszybsze okrążenie w wyścigu, pod warunkiem, że ukończył wyścig w pierwszej 10.
3. ↑  Podczas drugiego pit-stopu nie zmieniano opon.

### Najszybsze okrążenie
| Nr          | Kierowca    | Konstruktor        | Czas     | Okr. |
| ----------- | ----------- | ------------------ | -------- | ---- |
| 24          | Zhou Guanyu | Alfa Romeo-Ferrari | 1:33,996 | 56   |
| Źródło: FIA |             |                    |          |      |

### Prowadzenie w wyścigu
| Nr                              | Kierowca       | Konstruktor                | Okrążenia   | Suma |
| ------------------------------- | -------------- | -------------------------- | ----------- | ---- |
| 1                               | Max Verstappen | Red Bull Racing-Honda RBPT | 1–14, 18–57 | 54   |
| 11                              | Sergio Pérez   | Red Bull Racing-Honda RBPT | 15–17       | 3    |
| \| Wykres \| \| ------ \| \| \| |                |                            |             |      |
| Źródło: FIA                     |                |                            |             |      |
| Wykres                          |                |                            |             |      |
|                                 |                |                            |             |      |

## Klasyfikacja po wyścigu

### Kierowcy
| P                 | Kierowca         | Zgł. | Punkty | P1 | P2 | P3 | PP | NO | NS | NU |
| ----------------- | ---------------- | ---- | ------ | -- | -- | -- | -- | -- | -- | -- |
| 1                 | Max Verstappen   | 1    | 25     | 1  | –  | –  | 1  | –  | –  | –  |
| 2                 | Sergio Pérez     | 1    | 18     | –  | 1  | –  | –  | –  | –  | –  |
| 3                 | Fernando Alonso  | 1    | 15     | –  | –  | 1  | –  | –  | –  | –  |
| 4                 | Carlos Sainz Jr. | 1    | 12     | –  | –  | –  | –  | –  | –  | –  |
| 5                 | Lewis Hamilton   | 1    | 10     | –  | –  | –  | –  | –  | –  | –  |
| 6                 | Lance Stroll     | 1    | 8      | –  | –  | –  | –  | –  | –  | –  |
| 7                 | George Russell   | 1    | 6      | –  | –  | –  | –  | –  | –  | –  |
| 8                 | Valtteri Bottas  | 1    | 4      | –  | –  | –  | –  | –  | –  | –  |
| 9                 | Pierre Gasly     | 1    | 2      | –  | –  | –  | –  | –  | –  | –  |
| 10                | Alexander Albon  | 1    | 1      | –  | –  | –  | –  | –  | –  | –  |
| 11                | Yūki Tsunoda     | 1    | 0      | –  | –  | –  | –  | –  | –  | –  |
| 12                | Logan Sargeant   | 1    | 0      | –  | –  | –  | –  | –  | –  | –  |
| 13                | Kevin Magnussen  | 1    | 0      | –  | –  | –  | –  | –  | –  | –  |
| 14                | Nyck de Vries    | 1    | 0      | –  | –  | –  | –  | –  | –  | –  |
| 15                | Nico Hülkenberg  | 1    | 0      | –  | –  | –  | –  | –  | –  | –  |
| 16                | Zhou Guanyu      | 1    | 0      | –  | –  | –  | –  | 1  | –  | –  |
| 17                | Lando Norris     | 1    | 0      | –  | –  | –  | –  | –  | –  | –  |
| Niesklasyfikowani |                  |      |        |    |    |    |    |    |    |    |
| –                 | Esteban Ocon     | 1    | –      | –  | –  | –  | –  | –  | 1  | 1  |
| –                 | Charles Leclerc  | 1    | –      | –  | –  | –  | –  | –  | 1  | 1  |
| –                 | Oscar Piastri    | 1    | –      | –  | –  | –  | –  | –  | 1  | 1  |
| Źródło: FIA       |                  |      |        |    |    |    |    |    |    |    |

### Konstruktorzy
| P           | Konstruktor                  | Zgł. | Punkty | P1 | P2 | P3 | PP | NO | NS | NU |
| ----------- | ---------------------------- | ---- | ------ | -- | -- | -- | -- | -- | -- | -- |
| 1           | Red Bull Racing-Honda RBPT   | 2    | 43     | 1  | 1  | –  | 1  | –  | –  | –  |
| 2           | Aston Martin Aramco-Mercedes | 2    | 23     | –  | –  | 1  | –  | –  | –  | –  |
| 3           | Mercedes                     | 2    | 16     | –  | –  | –  | –  | –  | –  | –  |
| 4           | Ferrari                      | 2    | 12     | –  | –  | –  | –  | –  | 1  | 1  |
| 5           | Alfa Romeo-Ferrari           | 2    | 4      | –  | –  | –  | –  | 1  | –  | –  |
| 6           | Alpine-Renault               | 2    | 2      | –  | –  | –  | –  | –  | 1  | 1  |
| 7           | Williams-Mercedes            | 2    | 1      | –  | –  | –  | –  | –  | –  | –  |
| 8           | AlphaTauri-Honda RBPT        | 2    | 0      | –  | –  | –  | –  | –  | –  | –  |
| 9           | Haas-Ferrari                 | 2    | 0      | –  | –  | –  | –  | –  | –  | –  |
| 10          | McLaren-Mercedes             | 2    | 0      | –  | –  | –  | –  | –  | 1  | 1  |
| Źródło: FIA |                              |      |        |    |    |    |    |    |    |    |